# Fruktodling

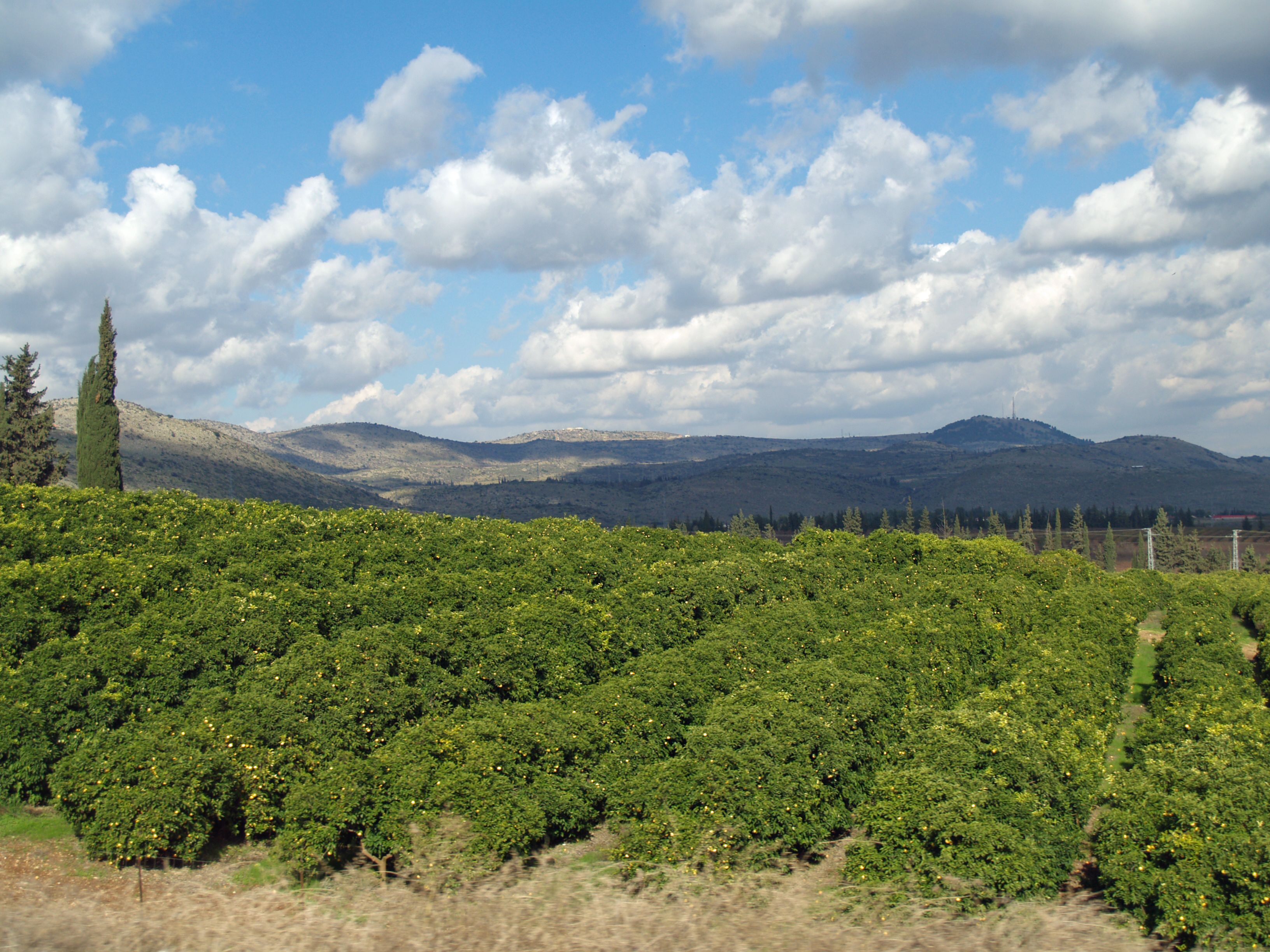
Citronodling i Övre Galileen i Israel.

Fruktodling, ibland kallat fruktträdgård, är en plantering av träd och buskar med avsikten att producera mat, främst frukt men även bär och nötter, för kommersiell produktion. De flesta fruktodlingar som förekommer i den tempererade zonen är strukturerade utifrån ett regelbundet rutsystem på en klippt eller betad gräsmatta eller med bar jord för att göra underhållet och plockningen enkel och effektiv.
Fruktodlingar förekommer även som en del av större trädgårdar och kan där både hållas av estetiska som produktiva skäl. Även om fruktträdgård kan vara synonymt med fruktodling så är det första oftare i mindre skala och kan oftare hållas av icke-kommersiella skäl. 
I den tempererade zonen placeras fruktodlingar ofta i närheten av vattensystem, där klimatextremerna hämmas och blomningen fördröjs till den årliga frosten har upphört.

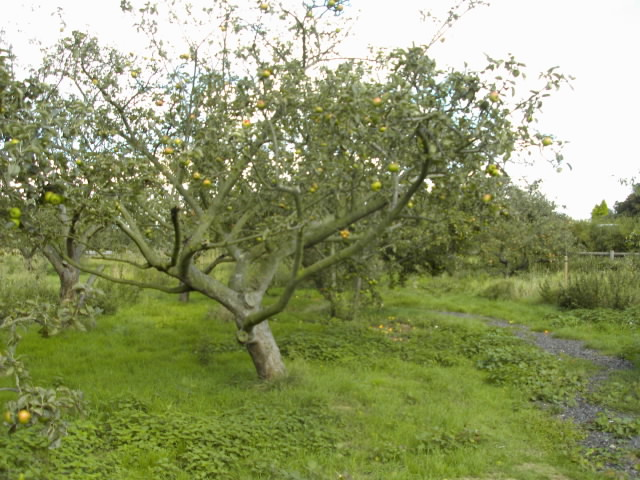
En kollektiv äppelodling som ursprungligen planterades under 1920-talet, i Westcliff on Sea, Essex, England.
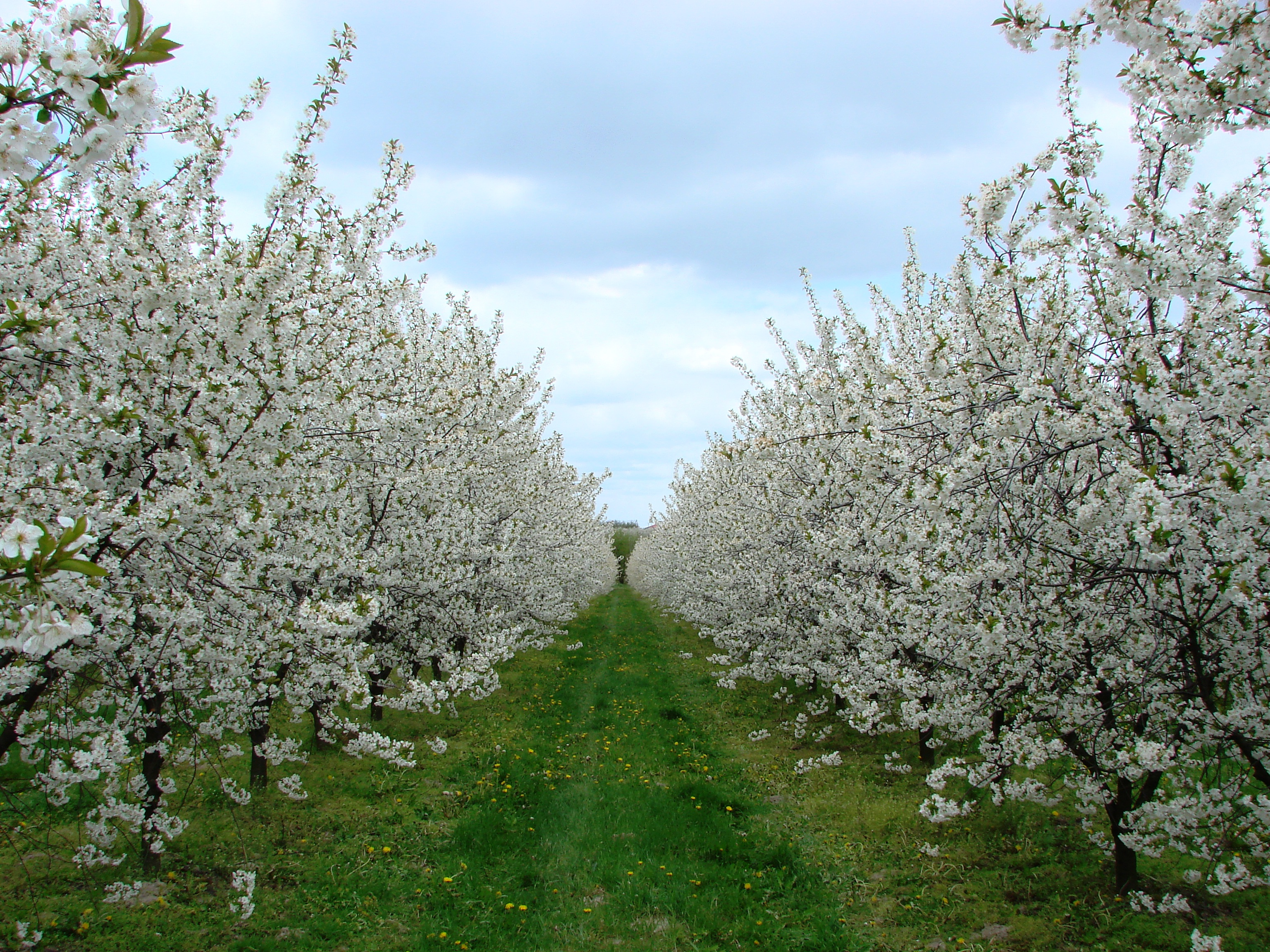
Körsbärsodling i Polen.
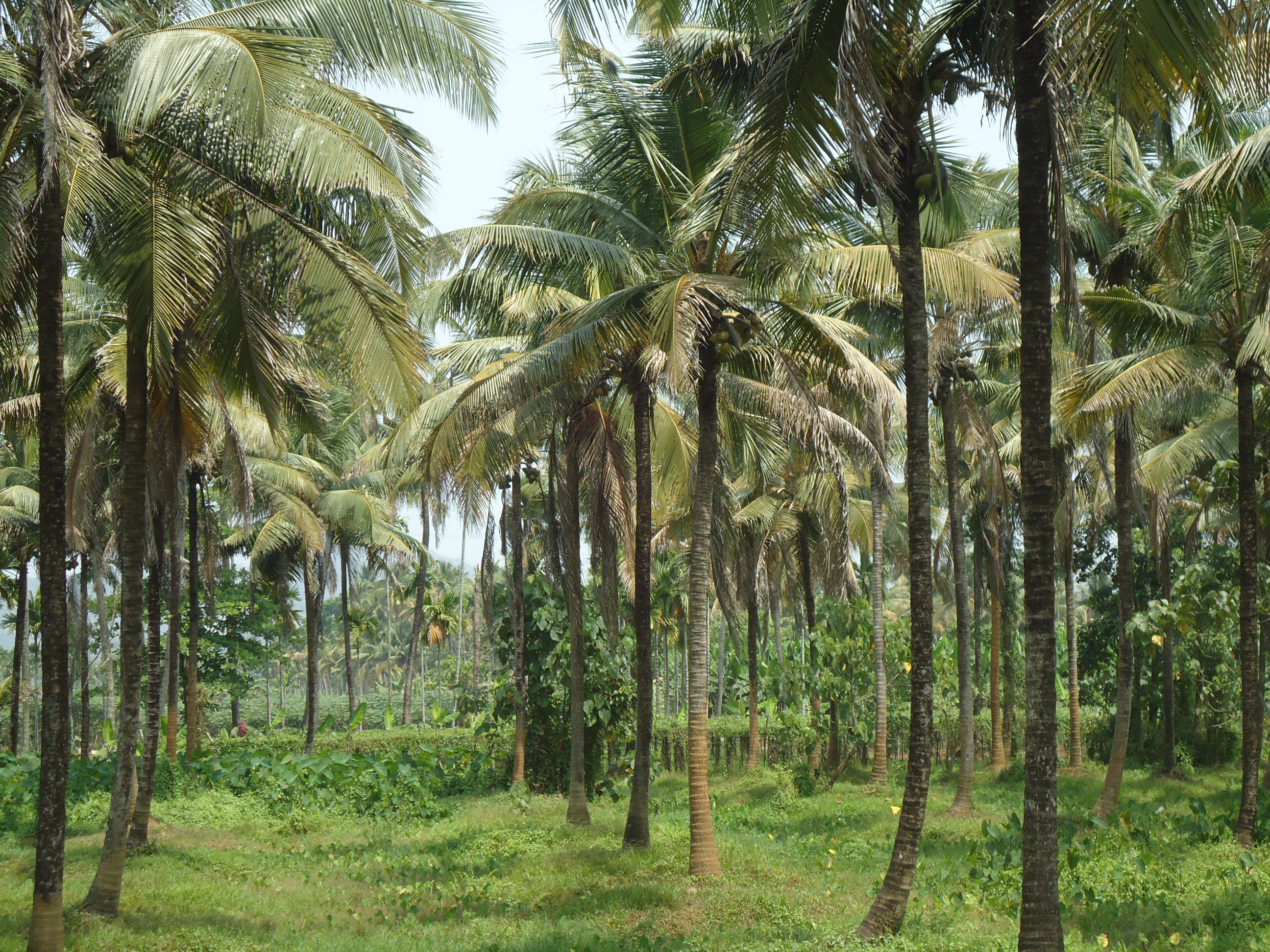
Kokospalmsodling i Kerala i Indien.